# Pietro Grimani
Pietro Grimani (Veneza, 5 de outubro de 1677 – Veneza, 7 de março de 1752) foi o 115.º Doge de Veneza, cargo que ocupou entre 30 de junho de 1741 e a data da sua morte. Homem culto e letrado, escrevia poesia e entre os seus correspondentes estava Isaac Newton, que conhecera em Inglaterra. Antes da sua eleição, fora diplomata de carreira. Foi sucedido por Francesco Loredan.